# Geomorfologia

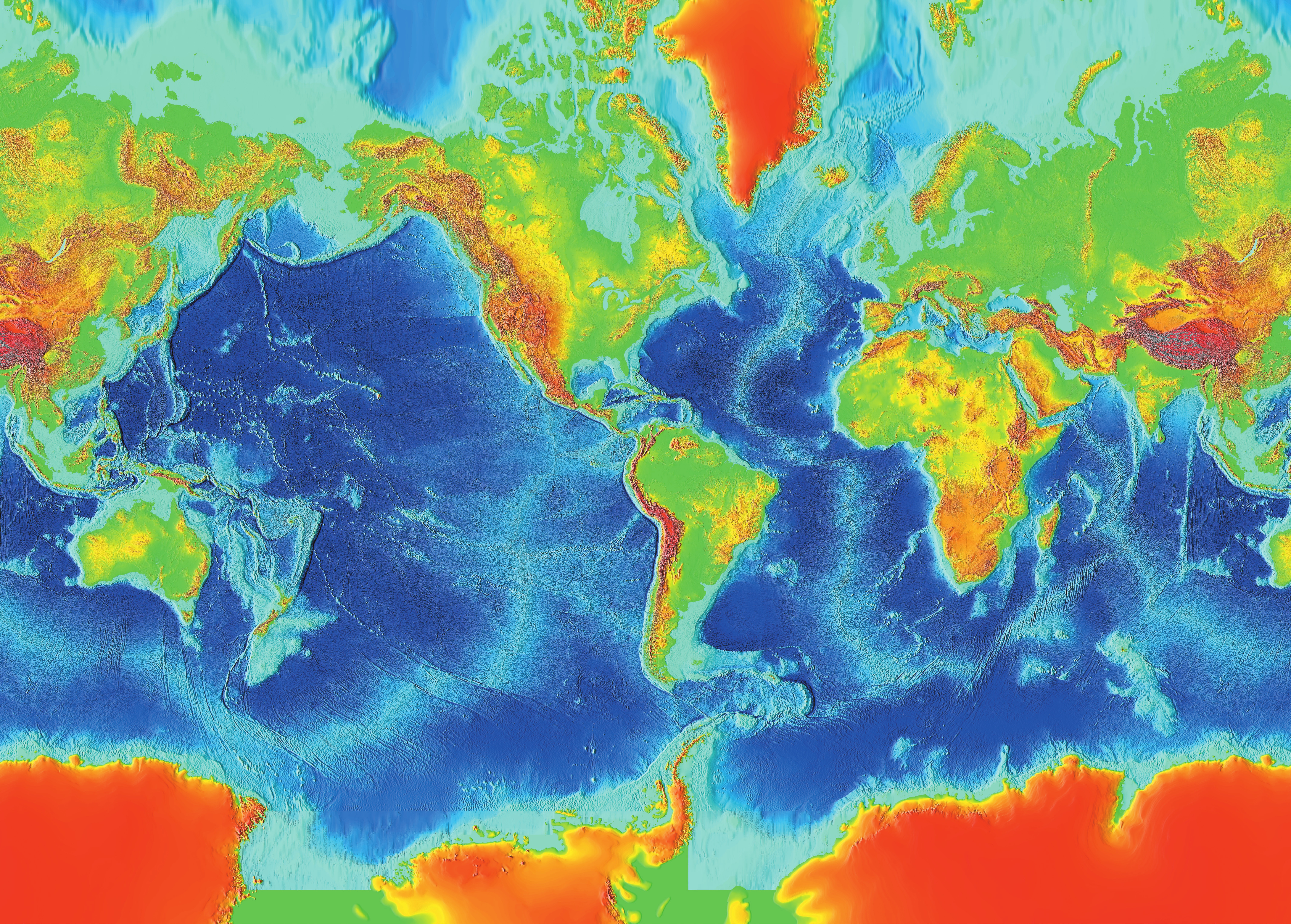
Superficie della Terra

La geomorfologia (dal greco γη (ge), in italiano "Terra" e μορφή (morfé), "Forma" e λογος (logos), "Discorso, Trattato") è una branca della geografia fisica che studia la morfologia della superficie terrestre, cioè le forme che costituiscono il rilievo del territorio, investigandone l'origine e l'evoluzione. In particolare, studia le correlazioni tra la morfologia del terreno, le sue caratteristiche litologiche e gli agenti che lo hanno modellato. Viene comunemente riferito allo studio della superficie delle terre emerse, ma può anche essere usato riferendosi allo studio dei fondali marini e di altri pianeti.

## Storia

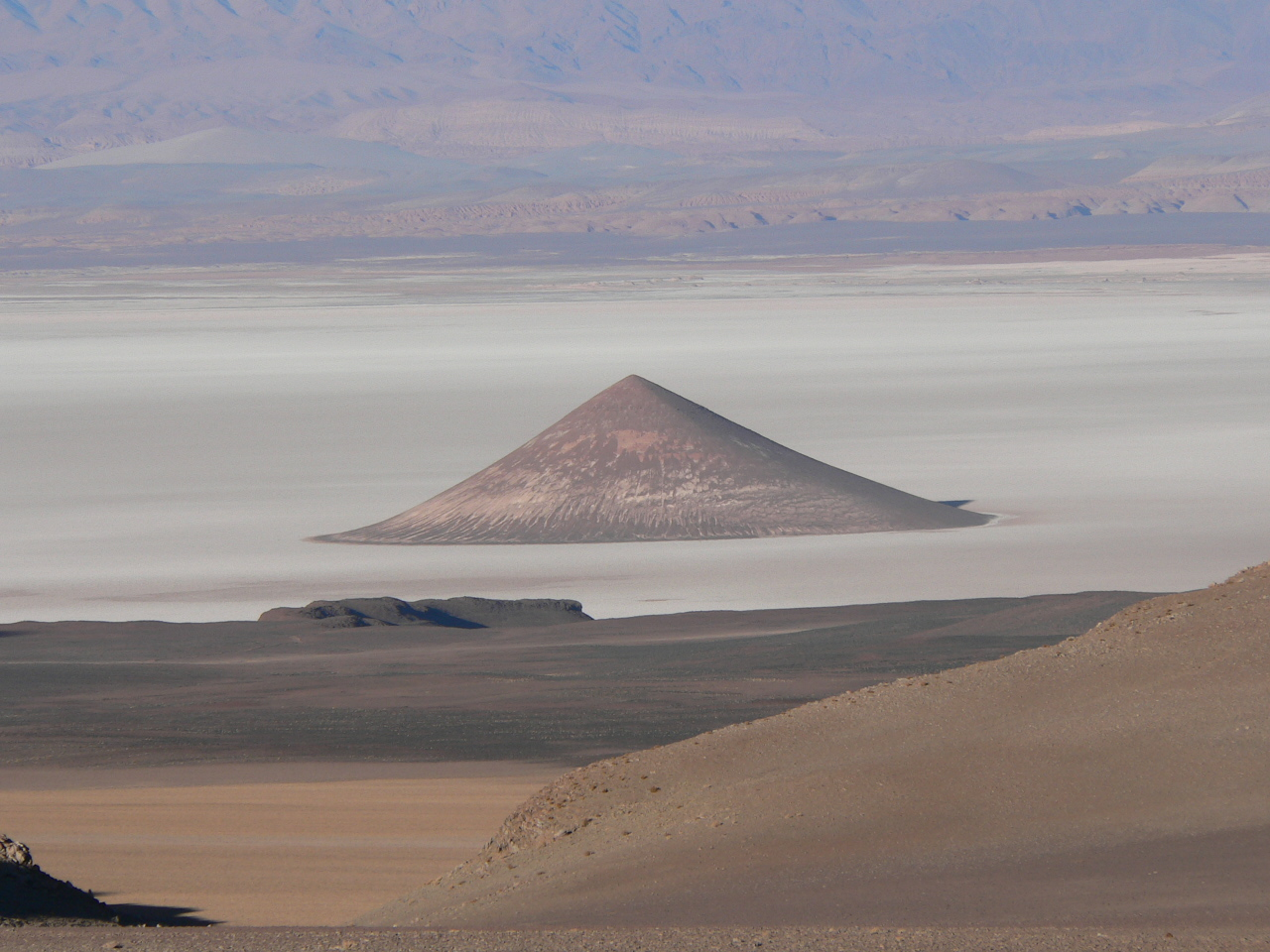
"Cono de Arita" in Salta (Argentina)

La Geomorfologia originariamente non era separata dalla Geografia. Il primo modello geomorfologico consisteva nel ciclo geografico o "ciclo dell'erosione", sviluppato da geografo e padre della geomorfologia William Morris Davis tra il 1884 e il 1899. 
Occupandosi della forma delle valli, il ciclo è presentato come una sequenza nella quale un fiume era solito scavare una valle, sempre più profondamente, ma nella quale l'erosione dei fianchi vallivi avrebbe compensato in parte l'incisione con un livellamento del terreno, sebbene ad una quota minore.
Questo modello è attualmente considerato troppo semplicistico, specie se applicato a situazioni pratiche. Walther Penck sviluppò un modello alternativo nel 1920, basato su cicli di risalita ed erosione, ma anch'esso era troppo limitato e semplificato per spiegare l'ampia varietà di forme ed eventi presenti in natura.

## Descrizione
Studia inoltre la storia e la dinamica del territorio al fine di predirne i futuri cambiamenti attraverso la combinazione di osservazioni, esperimenti fisici, e modelli matematici. La disciplina è praticata anche nella geodesia, nella geologia, e nell'ingegneria ambientale. I primi studi della geomorfologia trovano fondamento nella pedologia, uno dei due rami della scienza della terra. 
La superficie terrestre si modifica in risposta agli agenti fisici che insistono su di essa, siano essi di origine naturale e/o antropica. combinazione tra processi naturali e antropogeografici. 
Il territorio viene modellato attraverso il sollevamento delle placche tettoniche e il vulcanismo. La spoliazione del territorio avviene anche attraverso l'erosione e il movimento gravitativo, che produce sedimenti trasportati e depositati altrove all'interno del territorio o al largo. Il territorio viene inoltre modificato da fenomeni di subsidenza, sia a causa di cambiamenti della tettonica sia dovuti ai depositi sedimentari. 
Questi processi sono a loro volta influenzati in modo diverso dal clima, dall'ecologia e dall'attività umana. Altri settori particolari della geomorfologia sono rappresentati, ad esempio: dallo studio e previsione delle frane, dalla dinamica fluviale e della loro relativa messa in sicurezza, dalla protezione delle coste, dalla valutazione della presenza di acqua su altri pianeti come Marte (esogeomorfologia), etc.

## Ambiti
La geomorfologia studia qualsiasi interazione tra litosfera, atmosfera, idrosfera e biosfera, rilevando le forme visibili di questa interazione, e prevedendone l'evoluzione, sia studiando quelle passate che osservando quelle contemporanee.
Per studiare e interpretare il rilievo terrestre si avvale dell'analisi quantitativa di fattori naturali strettamente legati fra loro quali ad esempio: l'energia solare, i valori di ogni passaggio nel ciclo idrologico o nel ciclo dell'acqua e il grado di movimento delle placche tettoniche (in sintonia con la geofisica) per calcolare l'età e lo sviluppo futuro delle masse terrestri.
L'utilizzo e la scoperta di strumenti e tecniche di misurazione sempre più accurati ha inoltre permesso l'osservazione diretta dei processi erosivi e dei movimenti dei versanti e non solo l'analisi delle conseguenze di quei fattori.
L'avvento della tecnologia, tramite simulazioni informatiche sempre più precise e complesse, ha infine permesso la nascita ed il perfezionamento di modelli sempre più realistici, i quali vengono applicati per capire, prevenire e studiare zone sempre più ampie di terreno e un numero maggiore di eventi.
Moltissime sono le possibilità di intervento della geomorfologia, quasi sempre legate e sovrapposte ad altre discipline geologiche, quali la Geofisica, la Geodinamica e lo studio di tipo geografico-fisico.

### Geomorfologia fluviale

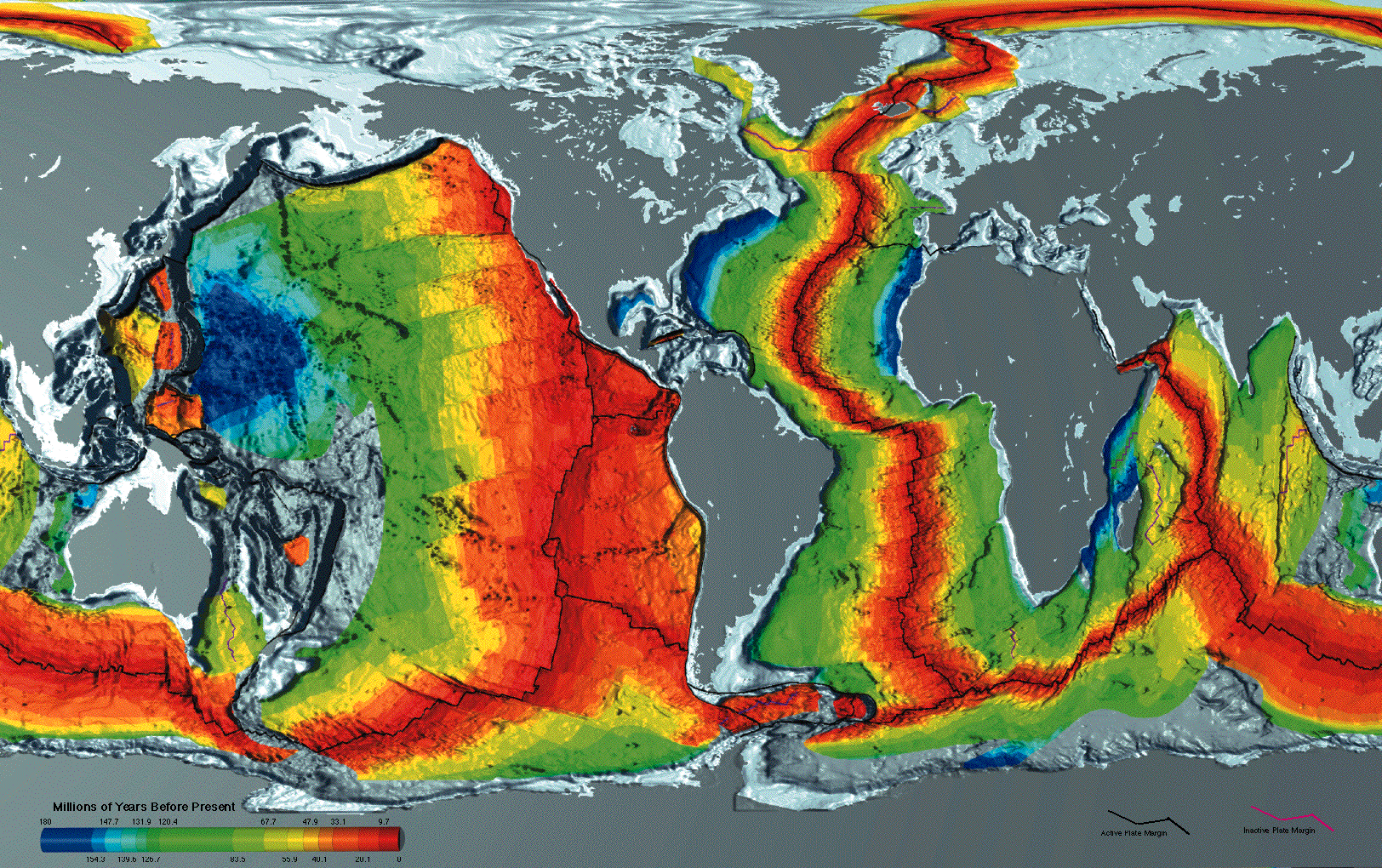
Datazioni della crosta oceanica. In rosso le parti di più recente formazione

Uno dei principali settori di studio della geomorfologia è rappresentato dalla geomorfologia fluviale, ovvero lo studio delle strutture e delle dinamiche geomorfologiche dei corsi d'acqua e dei bacini fluviali.
Fiumi e torrenti non sono solo condotti d'acqua, ma anche di sedimenti. L'acqua, scorrendo sul letto del fiume, è in grado di mobilizzare i sedimenti e trasportarli a valle, sia come sedimento di fondo, sia come carico sospeso che come sedimento in soluzione. L'entità del sedimento trasportato dipende dalla disponibilità del sedimento stesso e della sua immissione nel fiume.
Quando i fiumi scorrono attraverso il paesaggio, generalmente aumentano le loro dimensioni fondendosi con altri fiumi. Il reticolo di corsi d'acqua così formato costituisce un "sistema di drenaggio" ed è spesso dendritico, ma può assumere altre strutture a seconda della topografia regionale e della geologia del sottosuolo. L'insieme del sistema di drenaggio e dei sedimenti associati costituisce dal punto di vista dell'ambiente sedimentario un sistema alluvionale.

### Geomorfologia glaciale
I ghiacciai, sebbene geograficamente ristretti, sono agenti effettivi del cambiamento del paesaggio. Il movimento graduale del ghiaccio verso valle causa esarazione e escavazione delle rocce sottostanti. L'abrasione produce sedimento fine detto glacial flour. Le forme deposte dal ghiacciaio all'atto del suo ritiro, costituite dai detriti che trasportava, sono chiamate morene. L'erosione glaciale è responsabile della formazione delle valli a U (mentre le valli a V sono di origine fluviale).

### Meteorizzazione
È il risultato della dissoluzione chimica e del logoramento meccanico delle rocce da parte di radici di piante, espansione del ghiaccio, ed azione abrasiva dei sedimenti. La meteorizzazione costituisce la fonte dei sedimenti trasportati dai processi fluviali, glaciali, eolici o biotici.
Prodotto della meteorizzazione è la formazione del suolo e dei depositi residuali. Ad oggi una delle frontiere della geomorfologia è l'integrazione delle varie componenti nella formazione del rilievo e del paesaggio, con particolare attenzione al ruolo che la biosfera può esercitare su di esso.

## Tassonomia
I diversi processi geomorfologici agiscono su differenti scale spaziali e temporali. Per aiutare la schematizzazione di tabelle che classifichino il paesaggio, alcuni geomorfologi utilizzano la seguente tassonomia:
1. ~ 10 000 000 km²: continente, bacino oceanico, zona di clima;
2. ~ 1 000 000 km²: scudo, o catena montuosa;
3. ~ 100 000 km²: mare isolato;
4. ~ 10 000 km²: massiccio montuoso o gruppo di forme di rilievi correlati;
5. ~ 1 000 km²: valle fluviale;
6. ~ 100 km²: vulcano o montagna individuale, piccole valli;
7. ~ 10 km²: pendenze, canali naturali, estuario;
8. ~ 1 km²: canalone;
9. caratteristiche di un metro di dimensione.

Il suo uso, comunque, è raro e può essere frainteso - La natura del cambiamento del territorio può essere meglio compresa concettualizzandola come un continuum di più processi.